# Kylie Rogers
Kylie Anne Rogers (Dallas, 18 de fevereiro de 2004) é uma atriz americana. Ela é mais conhecida por seus papéis em The Whispers e Miracles from Heaven.

## Carreira
Kylie Rogers começou sua carreira de atriz em 2012, estrelando o curta-metragem Forsake Me Not. No mesmo ano apareceu em um pequeno papel do filme de terror Horror House e do curta-metragem Shooter, e participou de dois episódios de Private Practice e um episódio de Days of Our Lives. 
Em 2013, apareceu em um episódio da popular e premiada série de drama criminal CSI, e foi escalada para dois episódios do spin-off de Once Upon a Time: Once Upon a Time in Wonderland.
Em 2014, foi uma das estrelas do filme Space Station 76 e do telefilme Finders Keepers. Também foi escalada para interpretar a personagem de Amanda Seyfried quando criança em Fathers and Daughters, e para o papel principal de Minx Lawrence na série de suspense e ficção científica The Whispers, da emissora ABC.
Em 2016, aparece nos cinemas interpretando Annabel em Miracles from Heaven, filme de drama baseado em uma história real.

## Filmografia
| Televisão | Televisão                      | Televisão       | Televisão                    |
| Ano       | Título                         | Personagem      | Nota                         |
| --------- | ------------------------------ | --------------- | ---------------------------- |
| 2016      | Clarence                       | Lucy (voz)      | Temporada 2, Episódio 2      |
| 2015      | The Whispers                   | Minx Lawrence   | Elenco principal             |
| 2013      | Mob City                       | Peggy O'Donnell | Episódios 4 e 5              |
| 2013–2014 | Once Upon a Time in Wonderland | Millie          | Episódios 6 e 13             |
| 2013      | Deadtime Stories               | Madison Tyler   | Episódio 6                   |
| 2013      | CSI                            | Molly Goodwin   | Temporada 13, Episódio 19    |
| 2012      | Days of our Lives              | Pamela          | Episódio #1.11948            |
| 2012      | Private Practice               | Sarah Nelson    | Temporada 6, Episódios 4 e 9 |

| Cinema | Cinema                   | Cinema                  | Cinema              |
| Ano    | Título                   | Personagem              | Nota                |
| ------ | ------------------------ | ----------------------- | ------------------- |
| 2016   | Miracles from Heaven     | Annabel                 |                     |
| 2015   | All I Want for Christmas | Rebecca Patterson       | Telefilme           |
| 2015   | Fathers and Daughters    | Katie (criança)         |                     |
| 2015   | Lifted                   | Emma                    | Curta-metragem      |
| 2015   | Mojave                   | Sophie                  |                     |
| 2014   | Finders Keepers          | Claire Simon            | Telefilme           |
| 2014   | Boys of Abu Ghraib       | Filha                   | Não creditada       |
| 2014   | Space Station 76         | Sunshine                |                     |
| 2013   | Listen                   | -                       | Curta-metragem      |
| 2013   | We've Got Balls          | Tinker Belle Hanley     |                     |
| 2013   | The Gates                | Chloe Baxley            | Telefilme           |
| 2013   | The List                 | Lily Dunston            | Telefilme           |
| 2012   | Shooter                  | Charlie (criança)       | Curta-metragem      |
| 2012   | Horror House             | Helen (8 anos de idade) | Segmento "Lifelike" |
| 2012   | Forsake Me Not           | Maya                    | Curta-metragem      |